# گانگلت
گانگلت (به آلمانی: Gangelt) یک شهر در آلمان است که در Heinsberg واقع شده‌است. گانگلت ۱۱٬۷۱۹ نفر جمعیت دارد.

## خواهرخوانده
شهرهای Sohland an der Spree و کروئیبوک خواهرخوانده‌های گانگلت هستند.